# Ellmanovo činidlo
Ellmanovo činidlo, systematickým názvem kyselina 5,5´-dithiobis-2-nitrobenzoová, či DTNB, je chemická sloučenina, která se používá ke stanovení koncentrace bílkovin stanovením dostupných thiolových skupin.
DTNB poprvé připravil v roce 1958 George L. Ellman.